# Череповець
Черепове́ць (рос. Череповец, вепс. Čerepovesi) — найбільше місто Вологодської області, адміністративний центр Череповецького району, одне з небагатьох російських регіональних міст, що перевершують адміністративний центр свого суб'єкта федерації (Вологда) як за чисельністю населення, так і за промисловим потенціалом.
Населення — 301 тис. (2023).
Порт на річці Шексна, лівої притоки Волги, на березі Рибінського водосховища. Відстань від Череповця до Москви — 505 км, до Санкт-Петербурга — 430 км.

## Економіка
Основу промислового потенціалу Череповця складають підприємства чорної металургії і хімічної промисловості. Провідними підприємствами міста є ВАТ «Северсталь», Череповецький сталепрокатний завод ТОВ «Северсталь-метиз», ВАТ «Амофос», ВАТ «Череповецький „Азот“». У місті працюють підприємства дерево- і металообробки, харчової і легкої промисловості, будівельного комплексу. У Череповці понад 1500 малих та середніх підприємств. ВВП міста у декілька разів перевищує ВВП адміністративного центру регіону — Вологди і області в цілому. В Росії місто займає одну з перших позицій за випуском промислової продукції на душу населення, що понад в 2 рази перевищує загальноросійський рівень.

### Промисловість
Найбільші підприємства міста:
- Металургійний комбінат ВАТ «Северсталь»
- Череповецький сталепрокатний завод ТОВ «Северсталь-метиз», входить в групу компаній «Северсталь»
- ВАТ «Аммофос» (група «ФосАгро»)
- ВАТ «Азот» (група «ФосАгро»)
- ВАТ «Домнаремонт» — будівництво металургійних об'єктів, ремонт металургійного обладнання
- Сервісна компанія ТОіР обладнання — ЗАО «Фірма „СТОЇК“»
- ТОВ «ССМ-Тяжмаш»
- ЗАТ «Череповецька сірникова фабрика „ФЭСКО“»
- Меблева фабрика
- Завод силікатної цегли
- Підприємства харчової промисловості
- ЗАТ «Череповецький фанерно-меблевий комбінат»
- ЗАТ «Череповецький ливарно-механічний завод»
- ЗАТ ТД «Северсталь-Інвест»
- ТОВ «Северсталь-Емаль»

### Транспорт
Череповець — промисловий порт на Рибінському водосховищі і пасажирський порт на річці Шексна. Через систему Волго-Балтійського водного шляху місто має виходи до Балтійського, Північного, Чорного, Азовського, Середземного морів.
Місто обслуговує аеропорт Череповець.

### Міський транспорт
В 1956 в місті відкрито рух трамваїв — 3 маршрути:
- 2. вул. Доменна — вул. Миру — проспект Перемоги — Радянський проспект — вул. Комсомольська — Вокзал — вул. Верещагіна — пр. Перемоги — вул. Миру — Доменна
- 4. вул. Олімпійська — проспект Перемоги — вул. Миру — Доменна — Аглофабрика № 3
- 8. вул. Олімпійська — проспект Перемоги — Радянський проспект — вул. Комсомольська — Вокзал — вул. Верещагіна — проспект Перемоги — вул. Олімпійська

## Освіта
- Череповецький державний університет
- Череповецький військовий інженерний інститут радіоелектроніки
- Інститут менеджменту і інформаційних технологій (філіал) Санкт-Петербурзького державного політехнічного університету (ІМІТ СПбДПУ)
- Череповецький філіал Інституту Бізнесу і Права
- Череповецький філіал Московської державної академії водного транспорту
- Череповецький філіал Вологодського державного технічного університету
- Череповецький філіал Сучасної гуманітарної академії
- Череповецький філіал Санкт-Петербурзького інженерно-економічного університету (ІНЖЕКОН)
- Череповецький філіал Столичного гуманітарного інституту
- Череповецький філіал Університету Російської академії освіти
- Череповецький металургійний коледж

## Відомі люди
- Амосов Микола Михайлович (1913—2002)
- Бардін Іван Павлович (1883—1960)
- Баскаков Володимир Євтихіанович (1921—1999)
- Башлачов Олександр Миколайович (1960—1988)
- Верещагін Василь Васильович (1842—1904)
- Верещагін Микола Васильович (1839—1910)
- Воробйов Володимир Анатолійович
- Єркімбаєв Рауль Альбертович
- Каюров Юрій Іванович (* 1927) — радянський і російський актор театру і кіно.
- Красоткін Дмитро Іванович
- Кувшинніков Олег Олександрович
- Кутепов Олександр Павлович (1982—1930) — російській військовий діяч, монархіст, генерал-лейтенант, учасник білого руху.
- Мордашов Олексій Олександрович
- Носков Микола Іванович
- Парфьонов Леонід Геннадійович
- Чечулін Микола Дмитрович
- Юшкевич Дмитро Сергійович
- Самохіна Анна Владленівна
- Мітяєв Олег Григорович

## Громадські організації
- Череповецька міська громадська організація інвалідів «Ареопаг», проспект Перемоги 6, офіс 1.

## Галерея

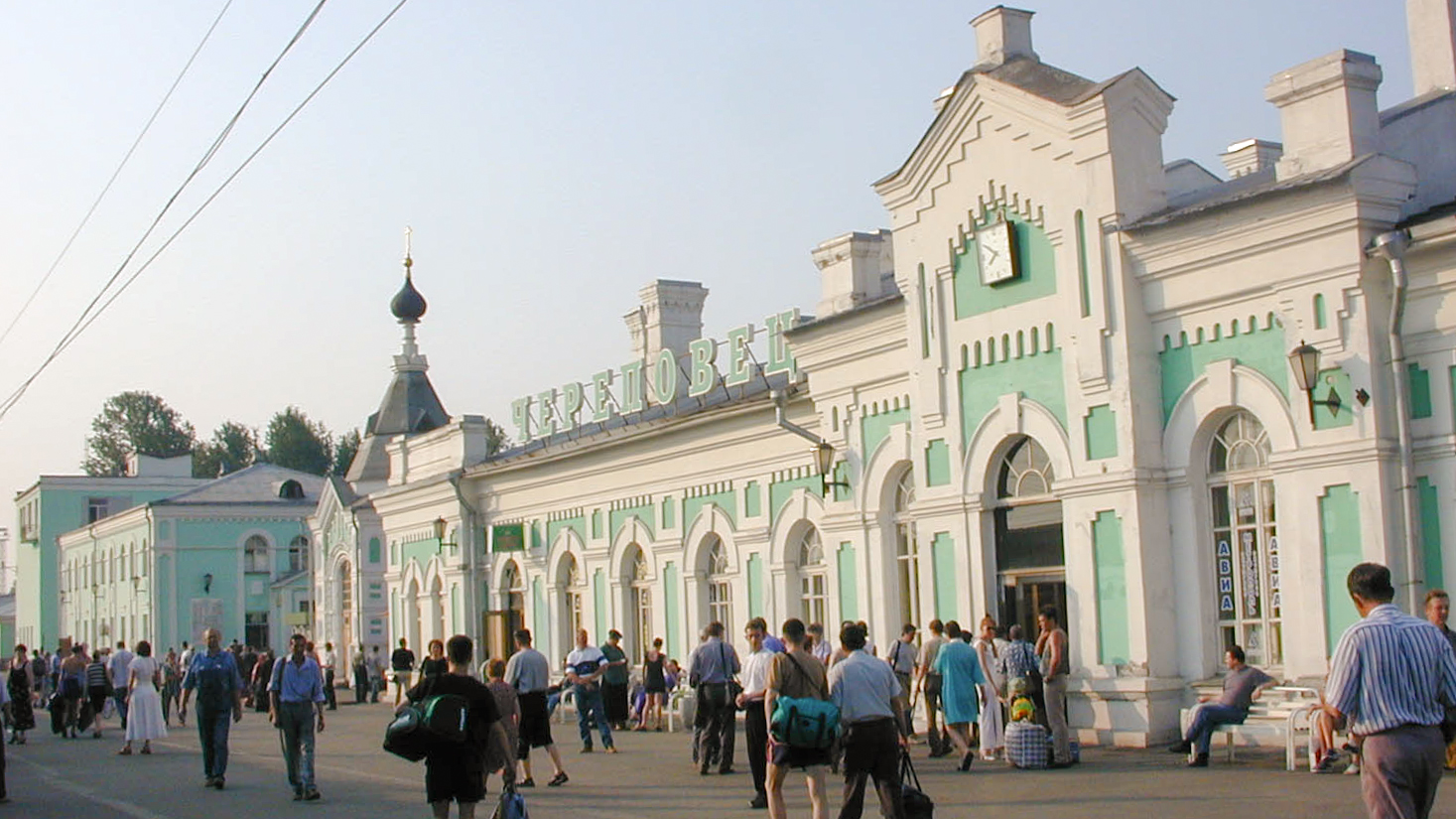
Залізничний вокзал
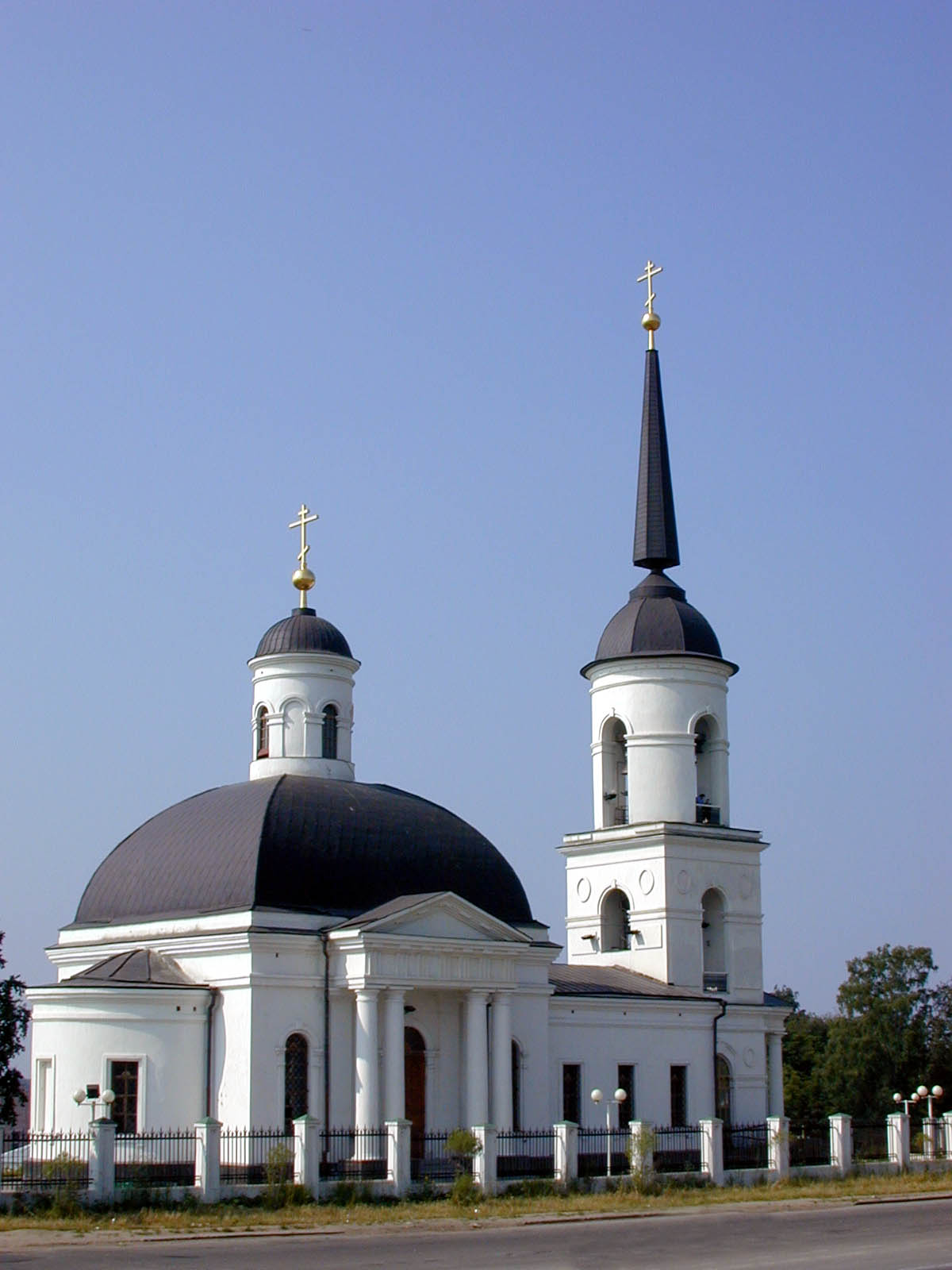
Церква Різвда, 18 липня 2001
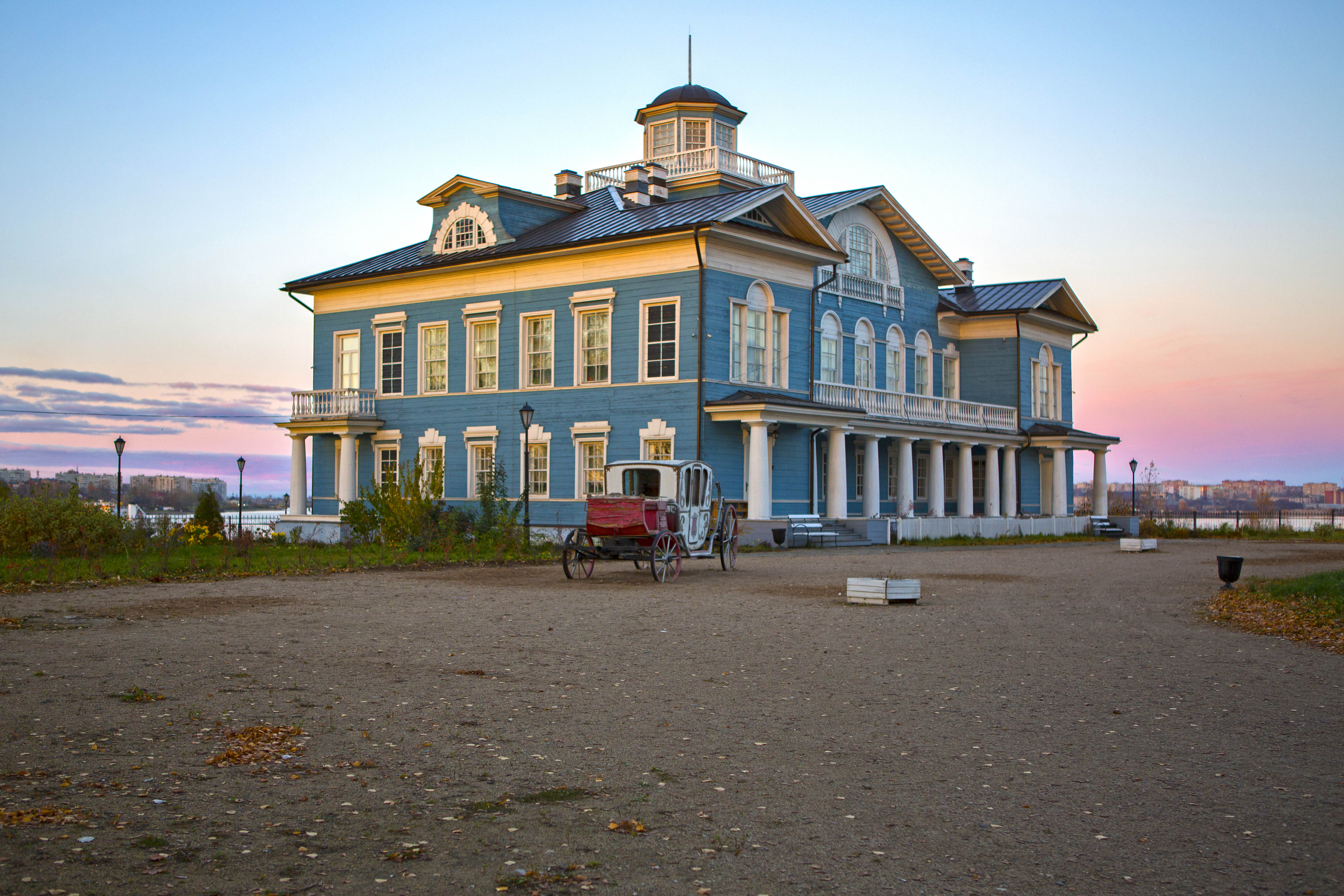
Садиба Гальських
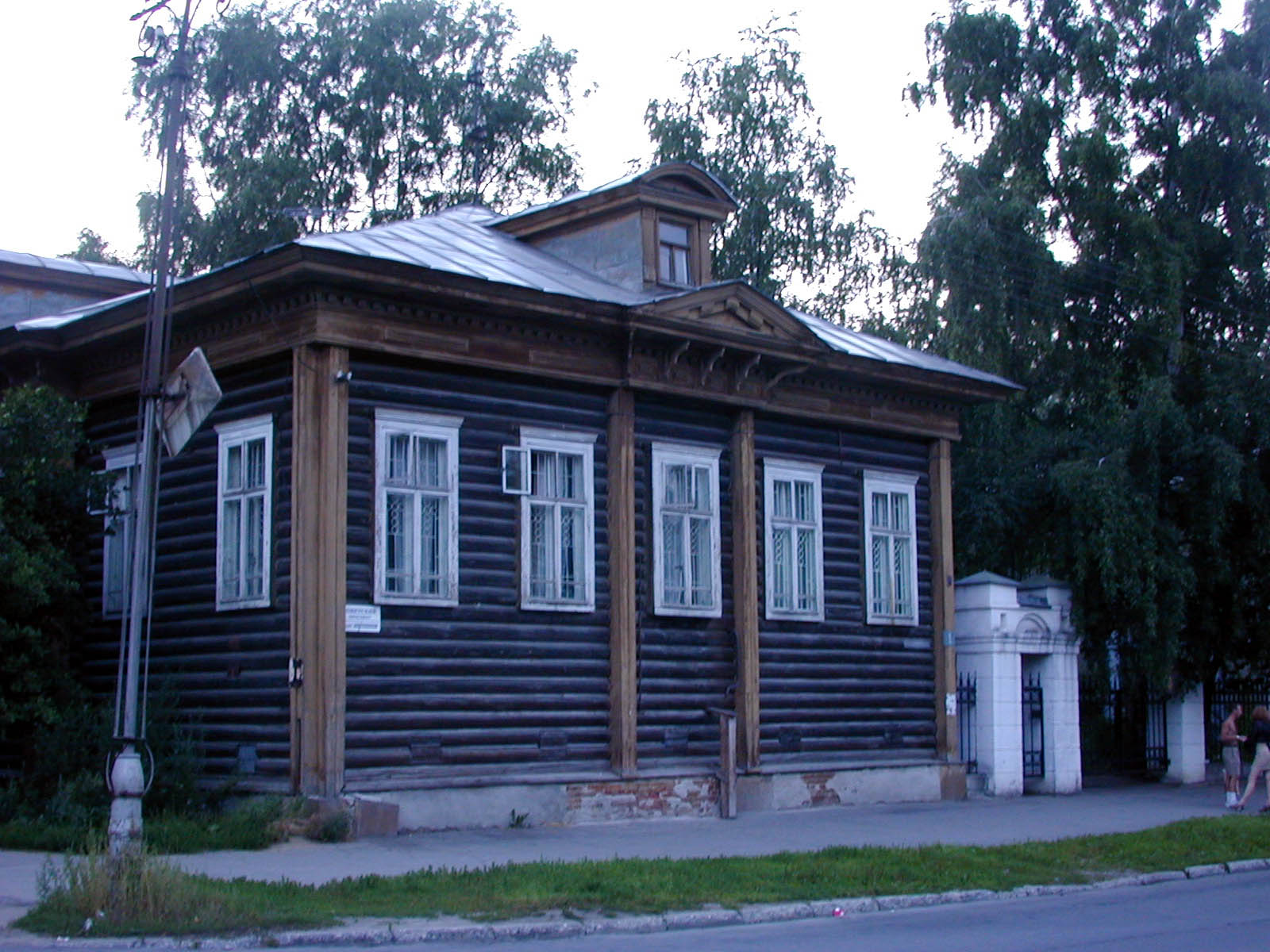
Череповець
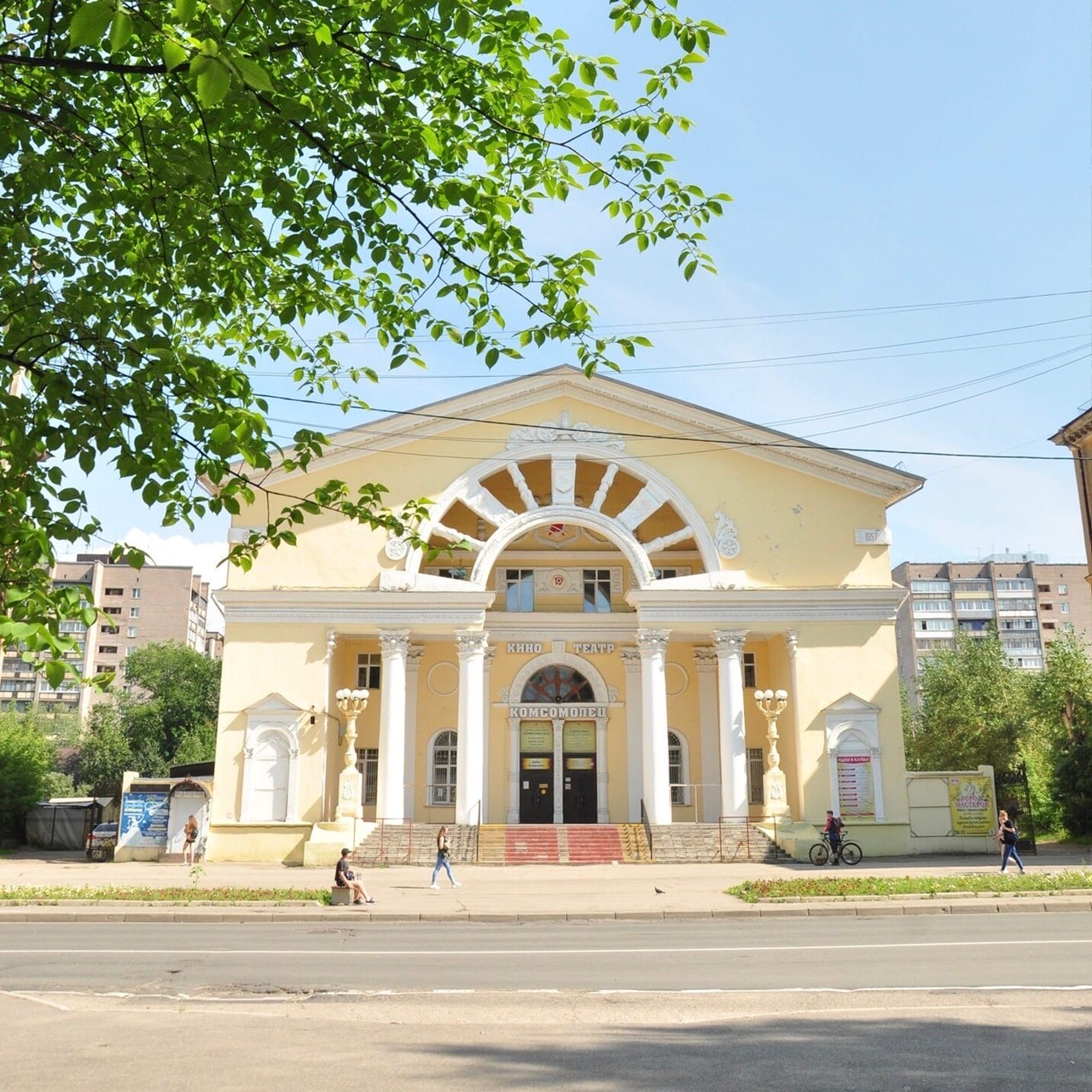
Будинок музики і кіно
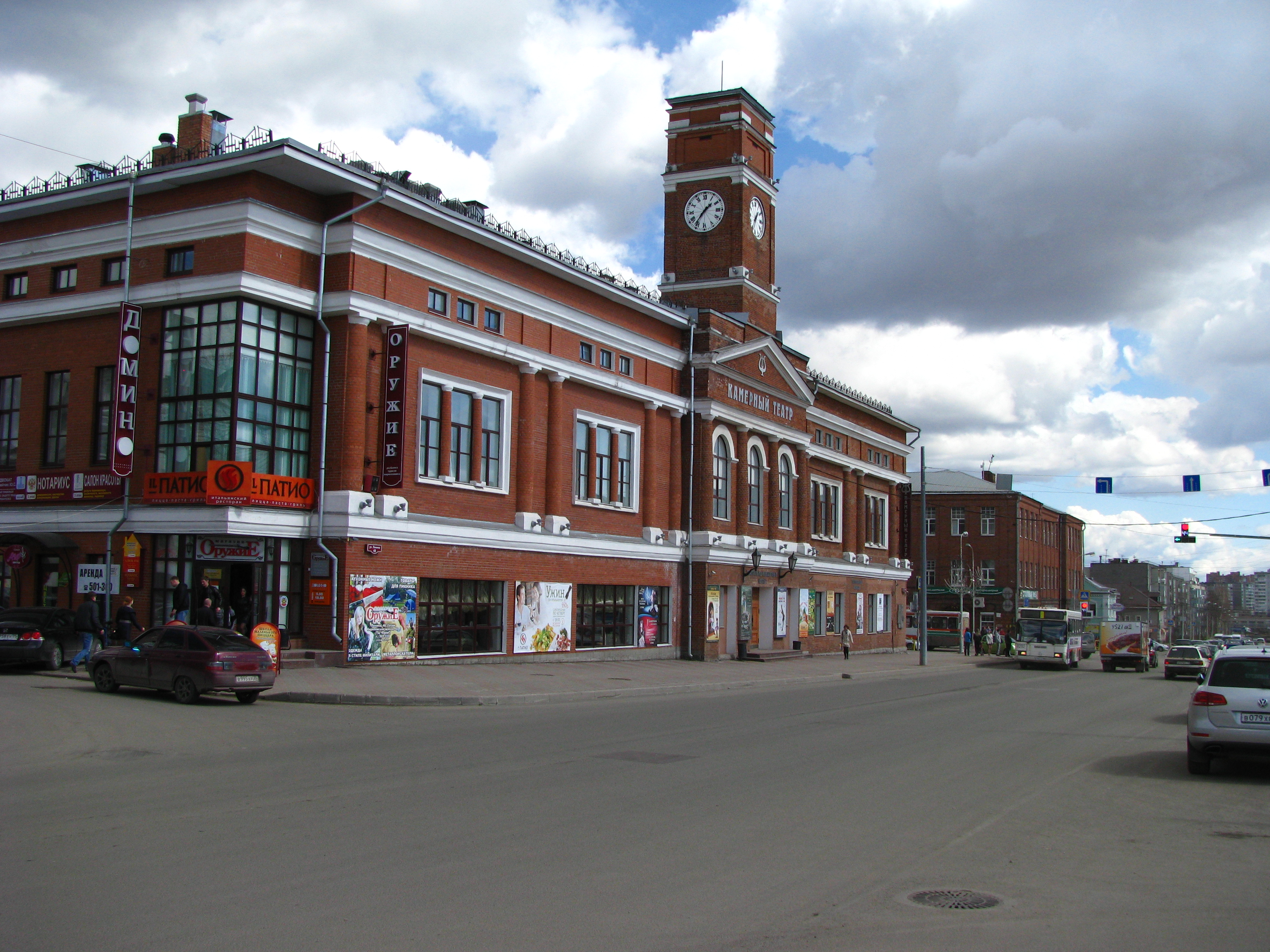
Камерний театр
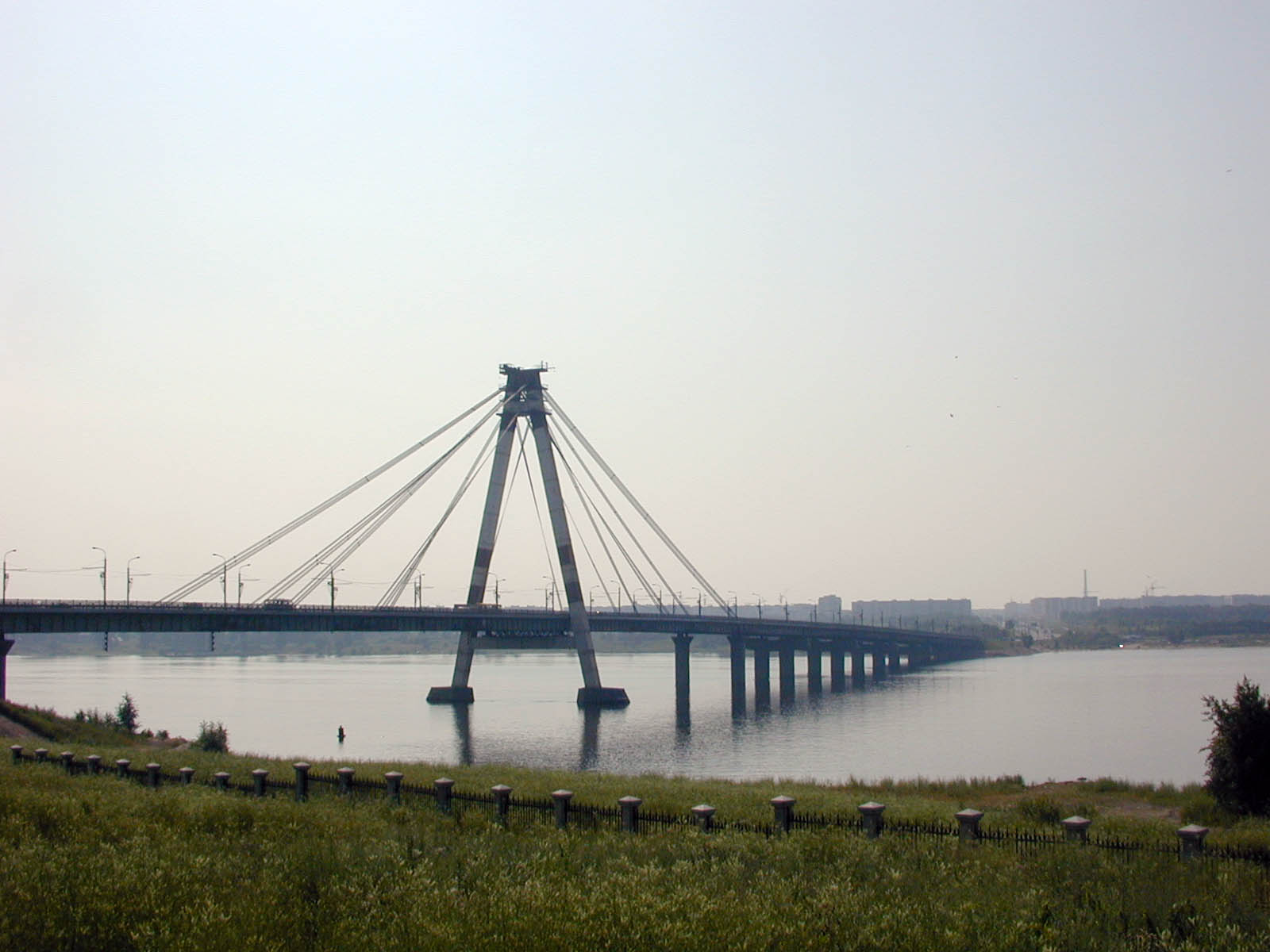
Октябрьський міст через Шексну
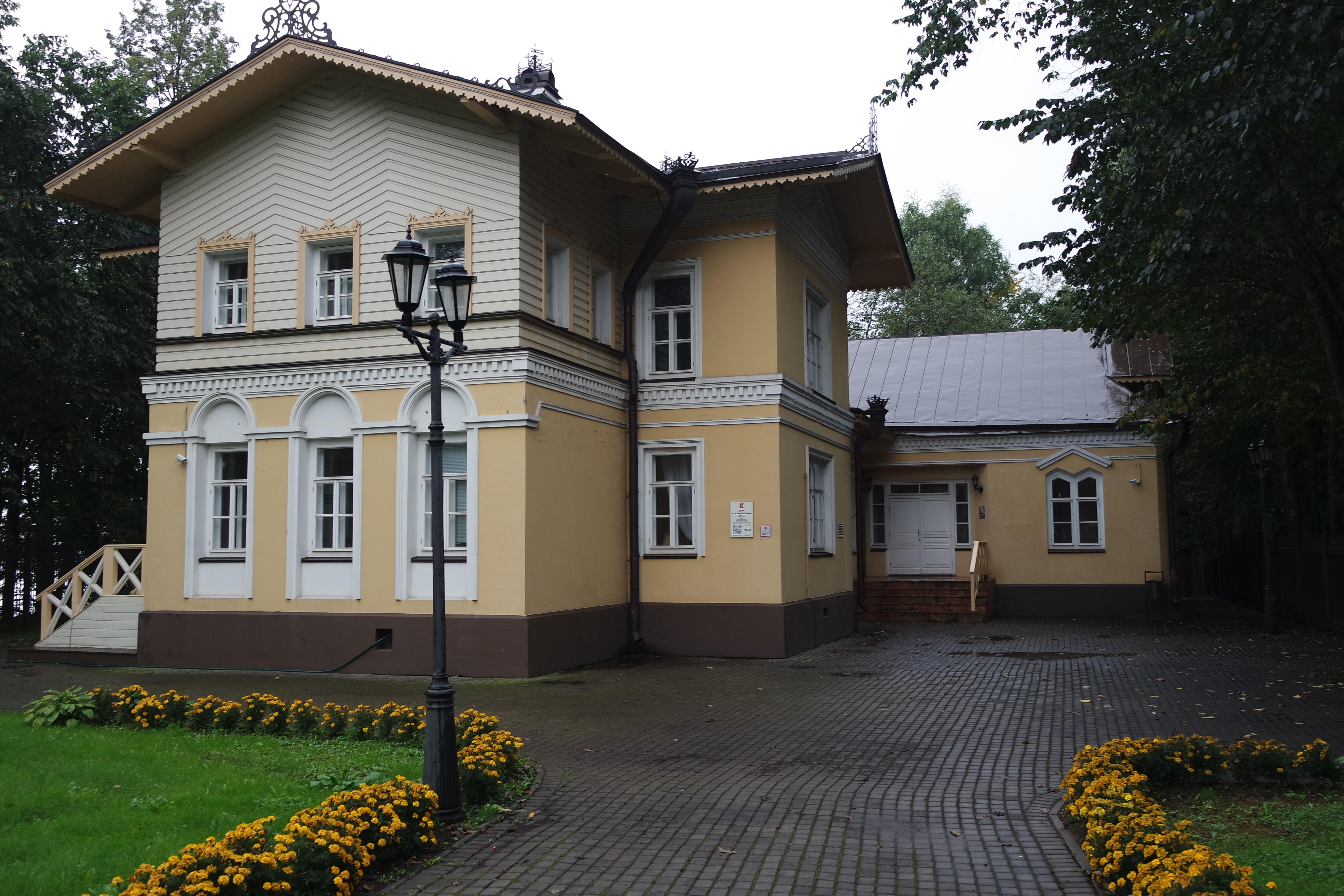
Будинок Мілютина
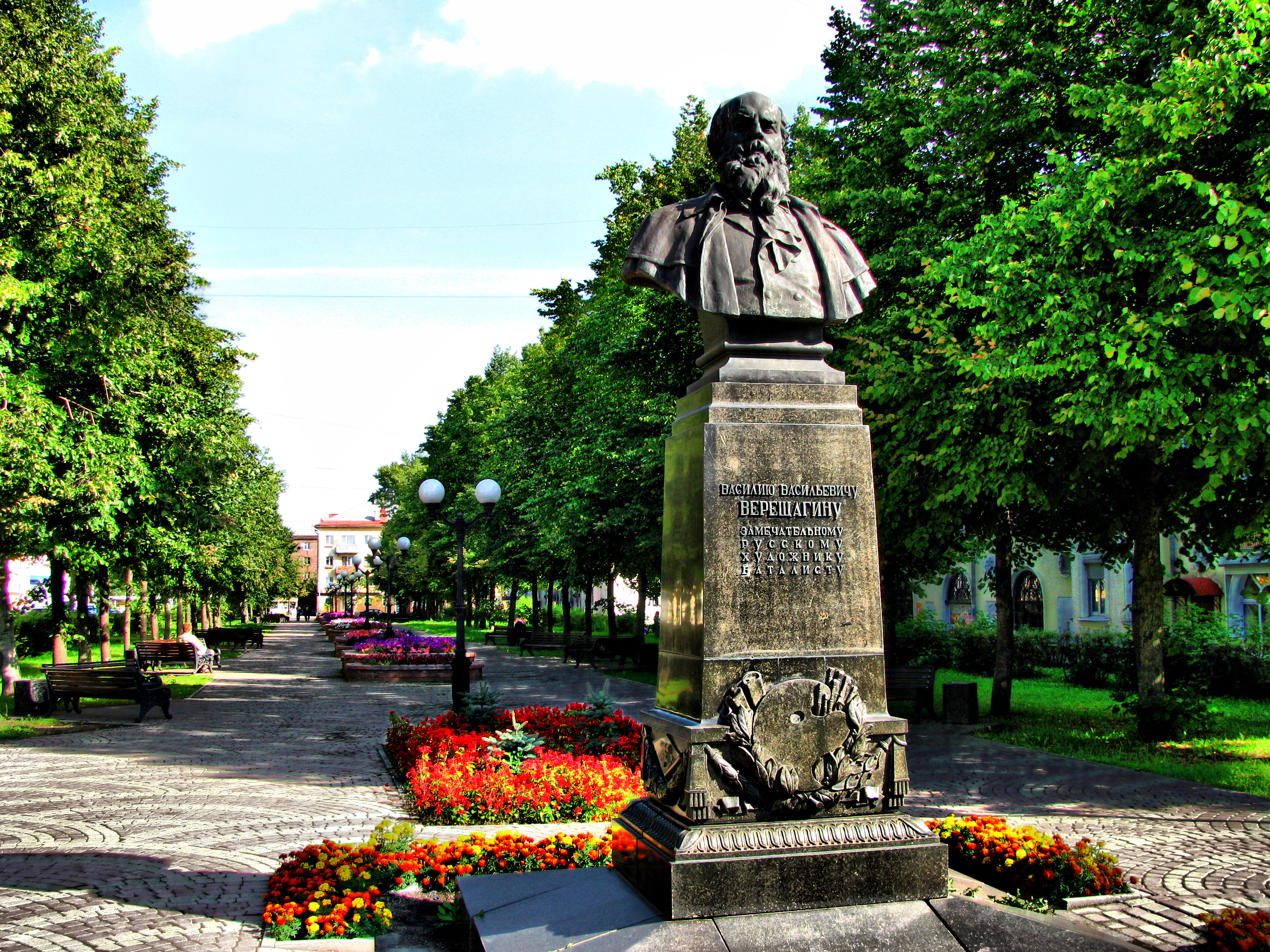
Пам'ятник художнику Верещагіну
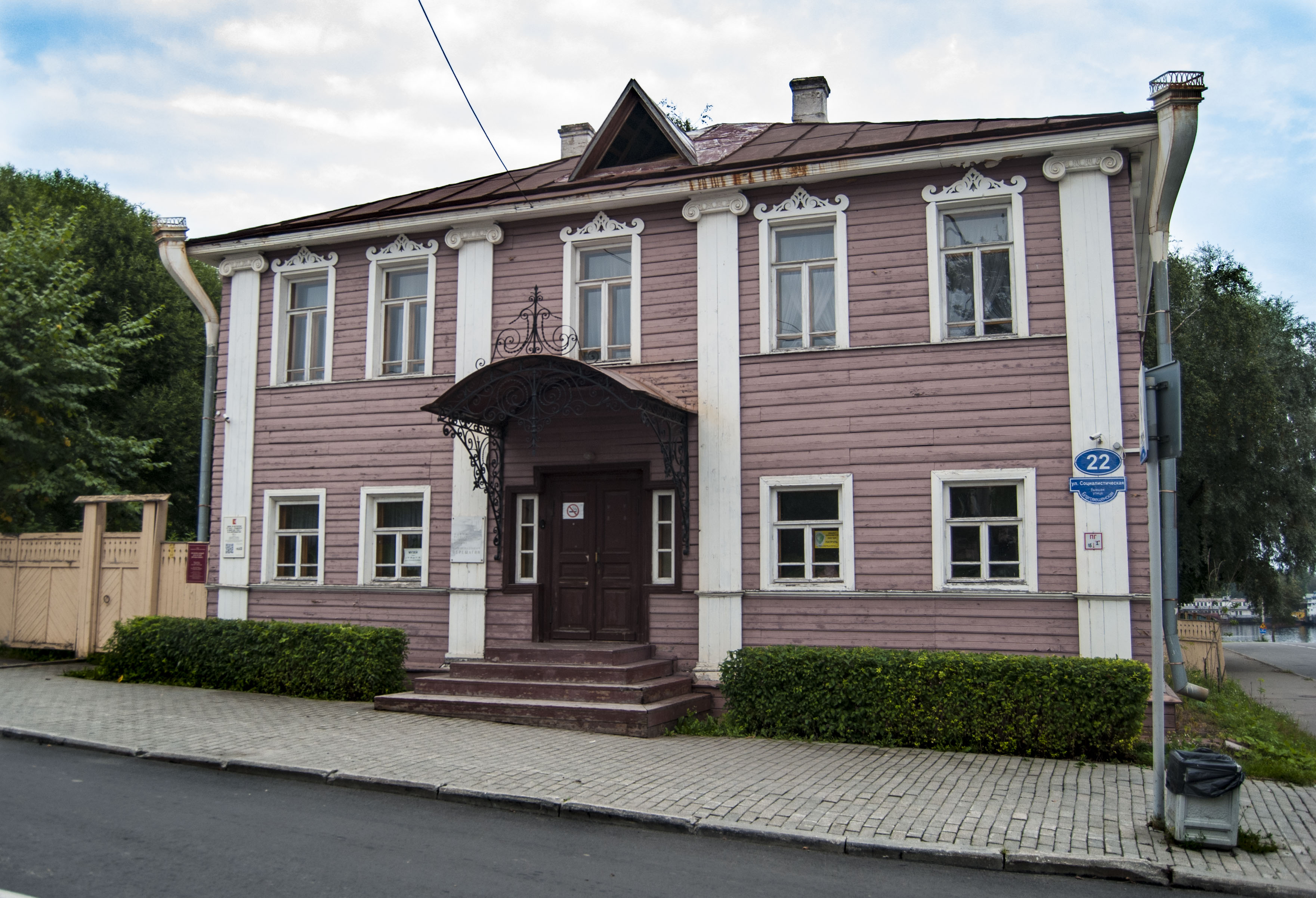
Будинок-музей Верещагіних
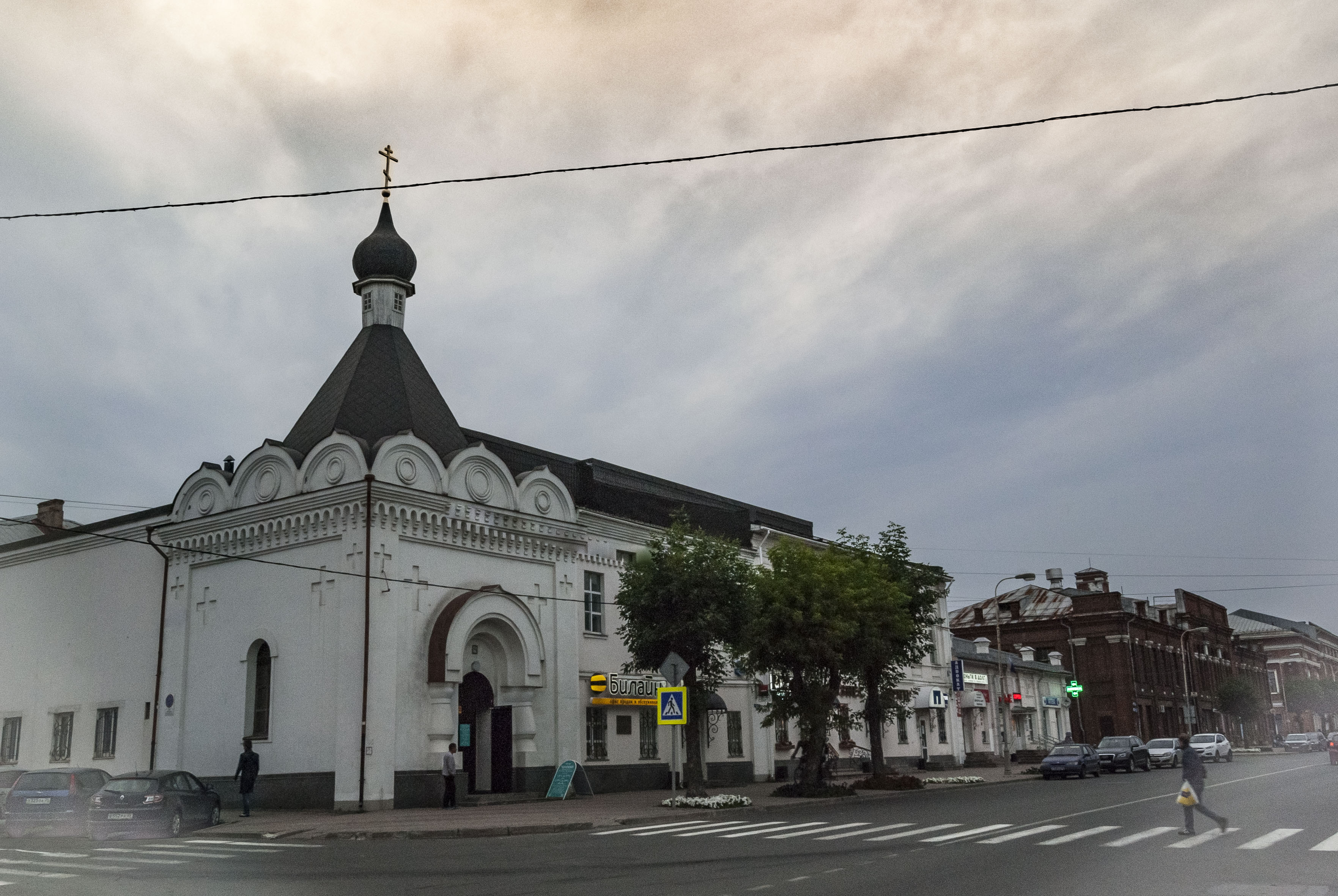
Будинок С.А. Демидова з каплицею Філіппо-Ігнатіївського монастиря
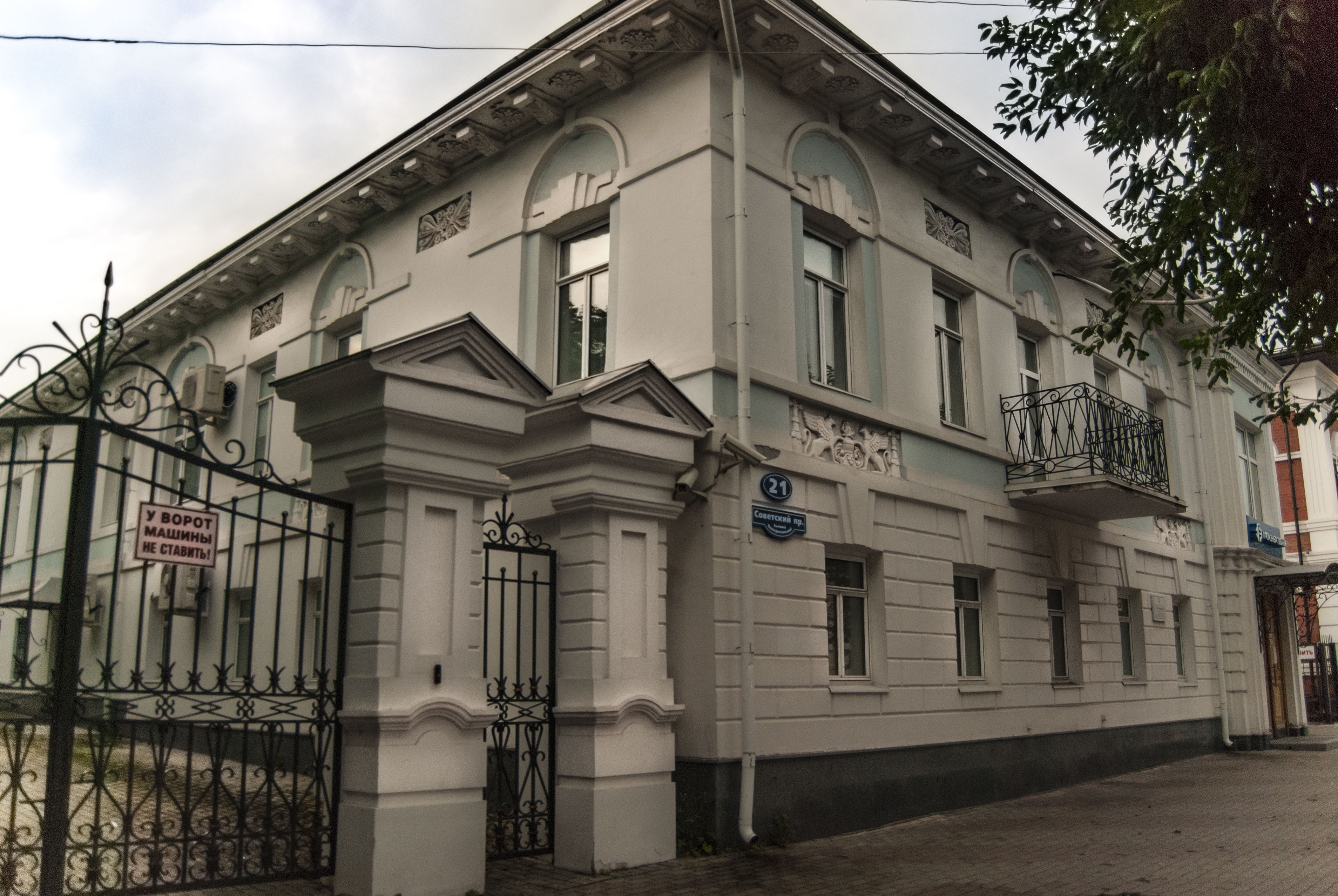
Будинок Волкових